# نثار احمد نصرت
مولوی نثار احمد نصرت (پشتو: ملا نثار احمد نصرت) یک سیاستمدار طالبان افغان است که در حال حاضر از ۷ نوامبر ۲۰۲۱ به عنوان والی ولایت قندوز خدمت می‌کند. وی همچنین از اگست ۲۰۲۱ تا ۶ نوامبر ۲۰۲۱ به عنوان والی بغلان خدمت کرده‌است.